# Scheibenberg (Wienerwald)
Der Scheibenberg ist ein 614 m ü. A. hoher westlicher Nebengipfel des Jochgrabenbergs bei Pressbaum in Niederösterreich.
Zusammen mit dem Kaiserbrunnberg und dem Jochgrabenberg bildet er eine Kette, die beiderseits von zahlreichen Hügelkuppen und kleinen Bergen wie dem Reisenberg, dem Zwickelberg oder dem Steinhutberg begleitet und von laubholzdominierten Wäldern eingenommen wird. Diese werden von offener Kulturlandschaft unterbrochen, die meist als Wiesen und selten als Acker genutzt werden. Eine  solche Freifläche beginnt auch am südlichen Abfall des Scheibenberges und erstreckt sich weit nach Südwesten. Sie umfasst dabei die Orte Hochstraß und Schwabendörfl (zu Pressbaum).
Über den Scheibenberg verläuft auch der geografische Alpenhauptkamm.